# Iraty
Iraty est une station pyrénéenne de ski de fond située dans les Pyrénées-Atlantiques en région Nouvelle-Aquitaine.

## Géographie
La vallée d'Iraty est à cheval sur les communes de Larrau, Lecumberry et Mendive, mais les chalets d'Iraty sont sur la commune de Larrau. Ces chalets sont sur la ligne de partage des eaux Atlantique-Méditerranée.
Iraty est l'endroit de France où le bassin versant méditerranéen est le plus proche de l'océan Atlantique (60 km). En effet, la frontière avec l'Espagne ne suit pas tout à fait la limite de partage des eaux, et la forêt d'Iraty se trouve dans le bassin de l'Ebre.

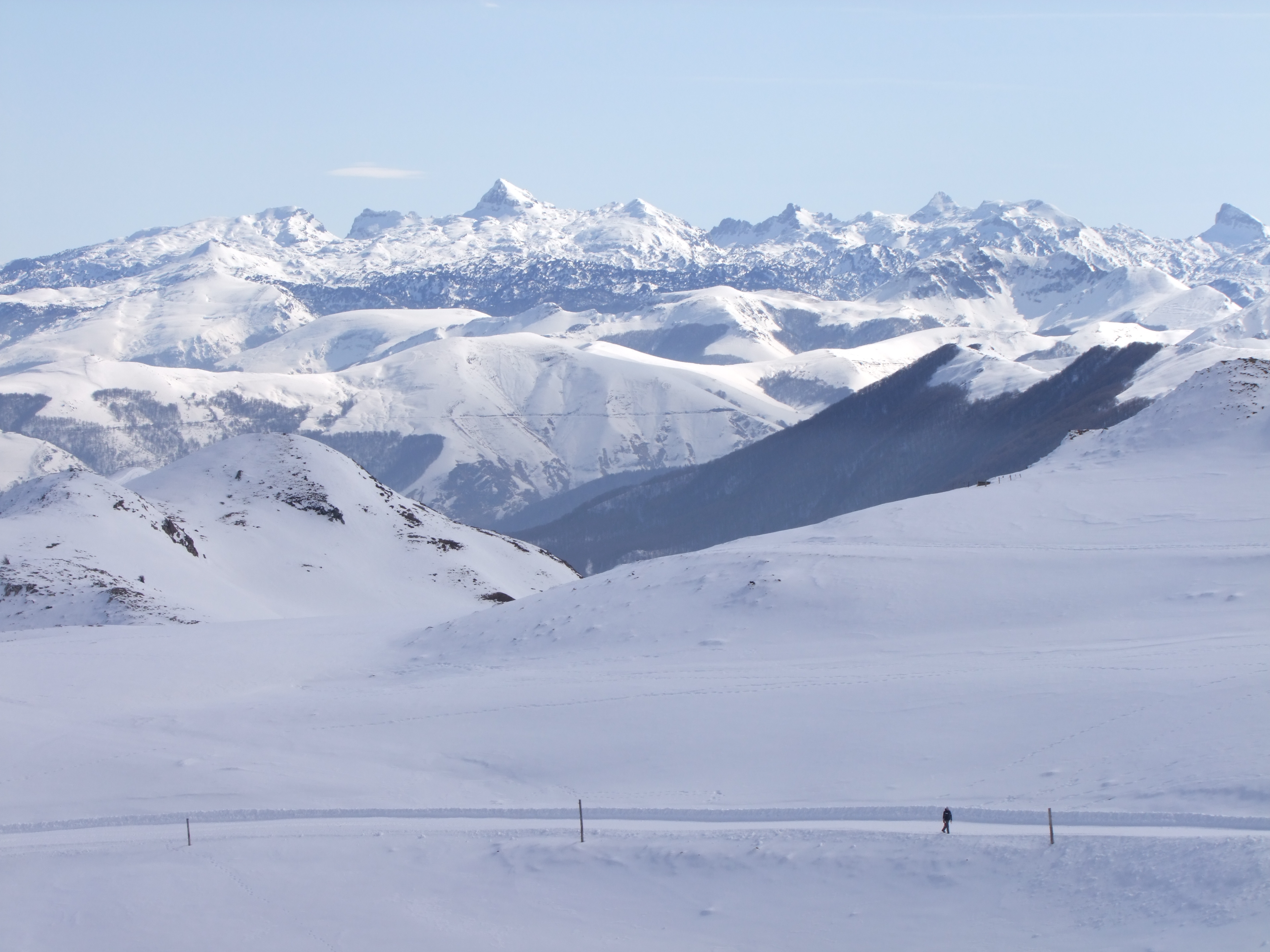
La vallée d'Iraty.